# Dissonus kapuri
Dissonus kapuri is een eenoogkreeftjessoort uit de familie van de Dissonidae. De wetenschappelijke naam van de soort is voor het eerst geldig gepubliceerd in 1976 door Ummerkutty.